# Можарово
Можарово — деревня в Спасском районе Рязанской области, входит в состав Троицкого сельского поселения.

## География
Деревня расположена на берегу реки Тысья в 6 км на северо-запад от центра поселения села Троица и в 17 км на запад от райцентра города Спасск-Рязанский.

## История
Можарово в качестве села упоминается в Пронских приправочных книгах 1597-98 годов. В писцовых книгах 1628-29 годов о Никольской церкви в Можарове замечено, что «стоит без пения». В первой половине XVIII века церковь Никольская была упразднена, Можарово в качестве сельца вошло в состав Собчаковского прихода. 
В XIX — начале XX века деревня входила в состав Троицкой волости Спасского уезда Рязанской губернии. В 1906 году в деревне было 32 двора.
С 1929 года деревня входила в состав Красильниковского сельсовета Спасского района Рязанского округа Московской области, с 1937 года — в составе Рязанской области, с 1957 года — в составе Троицкого сельсовета, с 2005 года — в составе Троицкого сельского поселения.

## Население
| 1859 | 1906 | 2010 |
| ---- | ---- | ---- |
| 167  | ↗289 | ↘36  |